# 于讷河畔库尔莫日
于讷河畔库尔莫日（法語：Cour-Maugis sur Huisne，法語發音：[kuʁ moʒi syʁ ɥin]）是法国奥恩省的一个市镇，位于该省东南部，属于莫尔塔涅欧佩什区。

## 地名
“于讷河畔库尔莫日”（Cour-Maugis sur Huisne）一名由原市镇布瓦西莫日（Boissy-Maugis）、库尔瑟罗（Courcerault）、迈松莫日（Maison-Maugis）和于讷河畔圣莫里斯（Saint-Maurice-sur-Huisne）的名称中各取一部分合并而成。
于讷河（Huisne）是流经该地一条河流，其为萨尔特河的左支流；“库尔”（Cour）来自古法语“court”，意为“农场”；“莫日”（Maugis）来自人名。

## 历史
于讷河畔库尔莫日成立于2016年1月1日，由以下4个市镇合并而成：
- 布瓦西莫日（Boissy-Maugis）
- 库尔瑟罗（Courcerault）
- 迈松莫日（Maison-Maugis）
- 于讷河畔圣莫里斯（Saint-Maurice-sur-Huisne）

其中布瓦西莫日为政府驻地。

## 地理
于讷河畔库尔莫日（48°26'28"N, 0°42'42"E）面积47.28 平方千米，位于法国诺曼底大区奧恩省，该省份为法国西北部内陆省份，北起顺时针与卡爾瓦多斯省、厄尔省、厄尔-卢瓦省、萨尔特省、马耶讷省和芒什省接壤。
与于讷河畔库尔莫日接壤的市镇（或旧市镇、城区）包括：隆尼莱维拉日、比祖、佩尔什地区雷马拉尔、佩尔什昂诺塞、于讷河畔莫沃、科尔邦、拉沙佩勒蒙利容。
于讷河畔库尔莫日的时区为UTC+01:00、UTC+02:00（夏令时）。

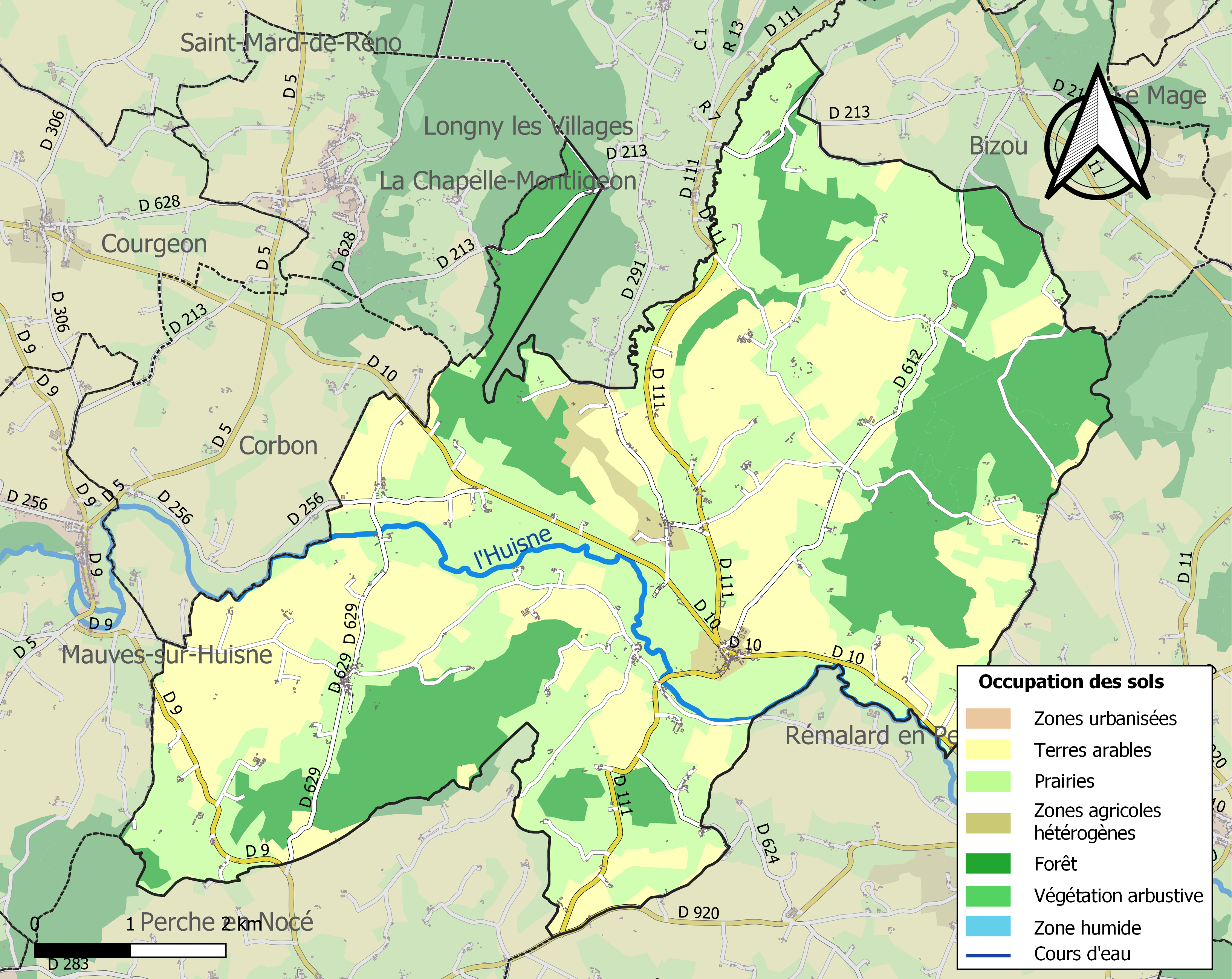
于讷河畔库尔莫日的OSM定位图

## 行政
于讷河畔库尔莫日的邮政编码为，INSEE市镇编码为61050。

## 政治
于讷河畔库尔莫日所属的省级选区为布勒通塞勒县。

## 人口
于讷河畔库尔莫日于2022年1月1日时的人口数量为580人。